# Sampdoria Genua
Die Unione Calcio Sampdoria, kurz U.C. Sampdoria oder Sampdoria, im deutschsprachigen Raum bekannt als Sampdoria Genua, ist ein italienischer Fußballverein aus der ligurischen Hauptstadt Genua. Weitere Bezeichnungen sind La Samp, Il Doria und I Blucerchiati.
Sampdoria Genua ist vierfacher Italienischer Pokalsieger, einmaliger Italienischer Meister und Italienischer Supercupsieger.
Heimspielstätte ist das 36.599 Zuschauer fassende Stadio Luigi Ferraris. Dieses teilt sich der Klub mit dem Stadtrivalen CFC Genua.

## Geschichte

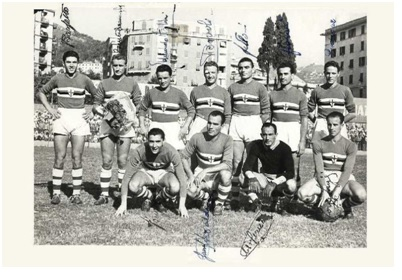
Die Mannschaft der U.C. Sampdoria um 1946

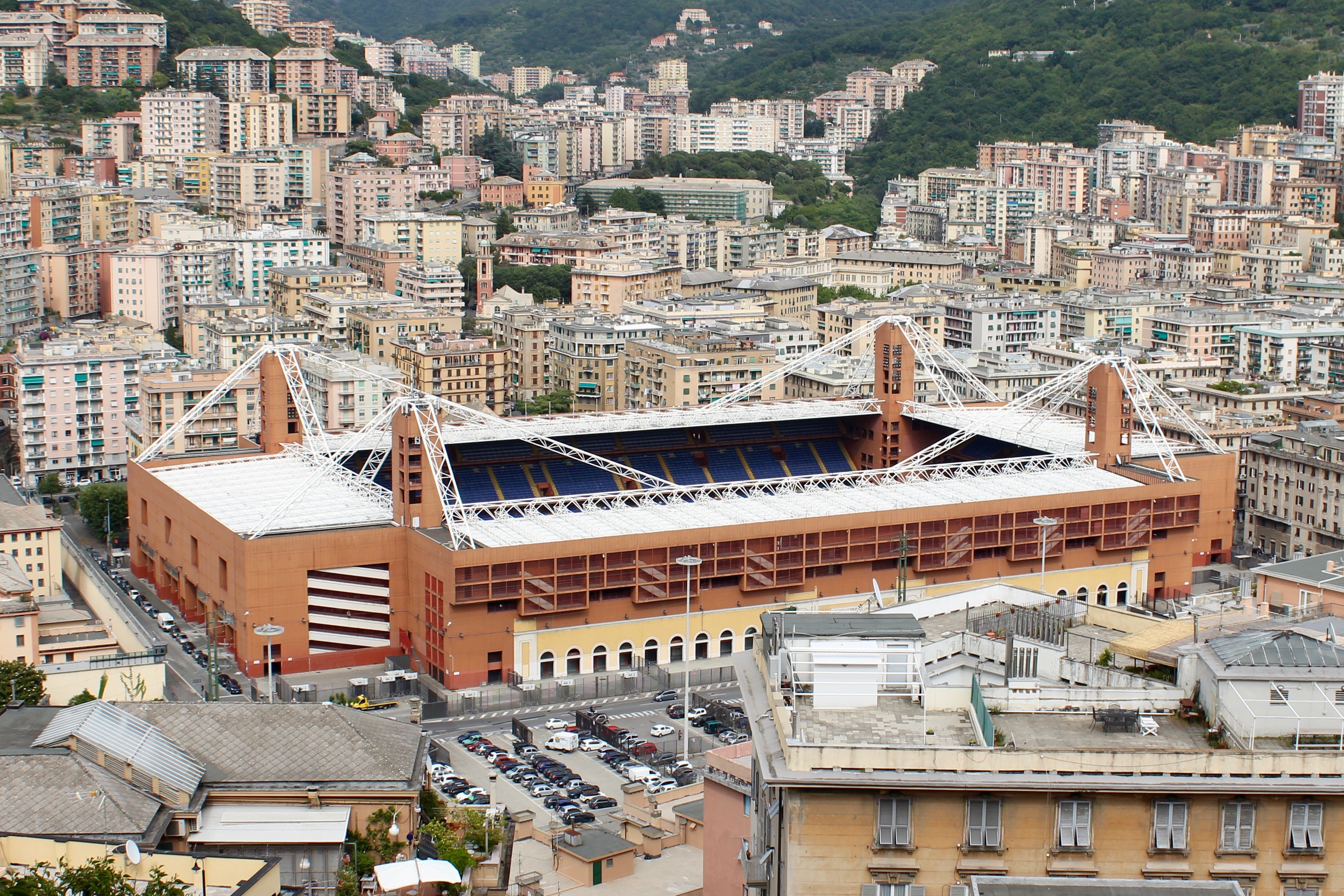
Stadio Luigi Ferraris, seit 1946 Heimstätte von Sampdoria Genua

Gegründet wurde die Unione Calcio Sampdoria am 12. August 1946. Der Verein entstand durch die Fusion von SG Sampierdarenese und SG Andrea Doria, aus deren Namen sich auch der Vereinsname Sampdoria ableitet. Seitdem spielte die Sampdoria die meiste Zeit in der Serie A, große Erfolge blieben allerdings lange Zeit aus. Bis in die 1980er war der vierte Tabellenplatz aus der Saison 1960/61 der größte Erfolg der Genuesen.
Dieser wurde in der Saison 1984/85 eingestellt. Außerdem gewann die Sampdoria in jener Spielzeit ihren ersten Titel: Gegen die AC Mailand holten sich die Blucerchiati den italienischen Pokal. Bis 1994 wurden drei weitere Titel in diesem Wettbewerb gefeiert. Dank dieser Erfolge qualifizierte man sich regelmäßig für den Europapokal der Pokalsieger, wo die Sampdoria ebenso für Aufsehen sorgte. 1989 erreichten die Genuesen zum ersten Mal das Finale dieses Wettbewerbs, in dem man sich im Wankdorfstadion in Bern dem FC Barcelona mit 0:2 geschlagen geben musste. Schon im Jahr darauf stand die Sampdoria erneut im Finale und dieses Mal wurde der Wettbewerb auch gewonnen: Im Göteborger Ullevi-Stadion wurde der RSC Anderlecht mit 2:0 besiegt. Gianluca Vialli erzielte dabei für die Sampdoria beide Treffer in der Verlängerung.
Den größten Erfolg der Vereinsgeschichte feierten die Blucerchiati aber in der folgenden Saison (1990/91), als sie sich vor der AC Mailand die italienische Meisterschaft sicherten. Dadurch qualifizierte sich der Verein für den Europapokal der Landesmeister 1991/92, wo die Sampdoria sich in ihrer Gruppe gegen Roter Stern Belgrad, dem RSC Anderlecht und Panathinaikos Athen durchsetzte und das Finale erreichte. Dort traf man wie schon drei Jahre zuvor auf den FC Barcelona. Aber auch im Wembley-Stadion behielten die Katalanen die Oberhand: Das Spiel ging mit 0:1 aus Sicht der Blucerchiati nach der Verlängerung verloren.
Architekt dieser erfolgreichen Mannschaft war der jugoslawische Trainer Vujadin Boškov, der die Sampdoria von 1986 bis 1992 betreute. Schlüsselspieler dieser Zeit waren unter anderem Torhüter Gianluca Pagliuca, Verteidiger Pietro Vierchowod, Mittelfeldspieler Attilio Lombardo und die Stürmer Gianluca Vialli und Roberto Mancini.
Nach 1994 gelang es der Sampdoria nicht mehr, an vergangene Erfolge anzuknüpfen. Zwar wurde bis zur Spielzeit 1997/98 immer ein einstelliger Tabellenplatz erreicht, doch in der Saison 1998/99 stiegen die Genuesen als Tabellensechzehnter in die Serie B ab. Erst in der Saison 2003/04 spielten die Blucerchiati wieder erstklassig.
Den größten Erfolg der jüngeren Vereinsgeschichte feierte die Sampdoria in der Spielzeit 2009/10, als die Mannschaft, angeführt von Kapitän Angelo Palombo und den beiden Stürmern Giampaolo Pazzini und Antonio Cassano, den vierten Tabellenplatz erreichte und sich damit die Teilnahme für die Play-offs der Champions League 2010/11 sicherte. In der letzten Qualifikationsrunde scheiterte man knapp an Werder Bremen: nach einer auswärtigen 1:3-Hinspielniederlage führte Genua im eigenen Stadion im Rückspiel bis zur Nachspielzeit mit 3:0, um dann ein Gegentor von Markus Rosenberg zu bekommen und so in die Verlängerung zu gehen. Sampdoria Genua gewann nach 120 Minuten mit 3:2, scheiterte jedoch aufgrund eines Gesamtspielstandes von 5:4. In der darauffolgenden Gruppenphase der Europa League schied die Mannschaft als Gruppendritter hinter der PSV Eindhoven und Metalist Charkiw sowie vor VSC Debrecen aus. Die nächste Enttäuschung folgte wenig später, denn zum Ende der Saison 2010/11 stieg die Sampdoria als Tabellenachtzehnter erneut in die Serie B ab.
Die Rückkehr in die höchste italienische Spielklasse ließ nicht lange auf sich warten. Als Tabellensechster erreichte Genua in der Saison 2011/12 die Aufstiegs-Play-offs, deren Sieger in die Serie A aufstieg. Im Halbfinale setzte man sich mit 3:2 im Gesamtergebnis gegen die US Sassuolo durch, in den Finalspielen wurde die AS Varese 3:2 und 1:0 besiegt. Am 21. Januar 2013 verstarb der amtierende Vereinspräsident Riccardo Garrone nach langer schwerer Krankheit.

## Vereinsfarben und -wappen

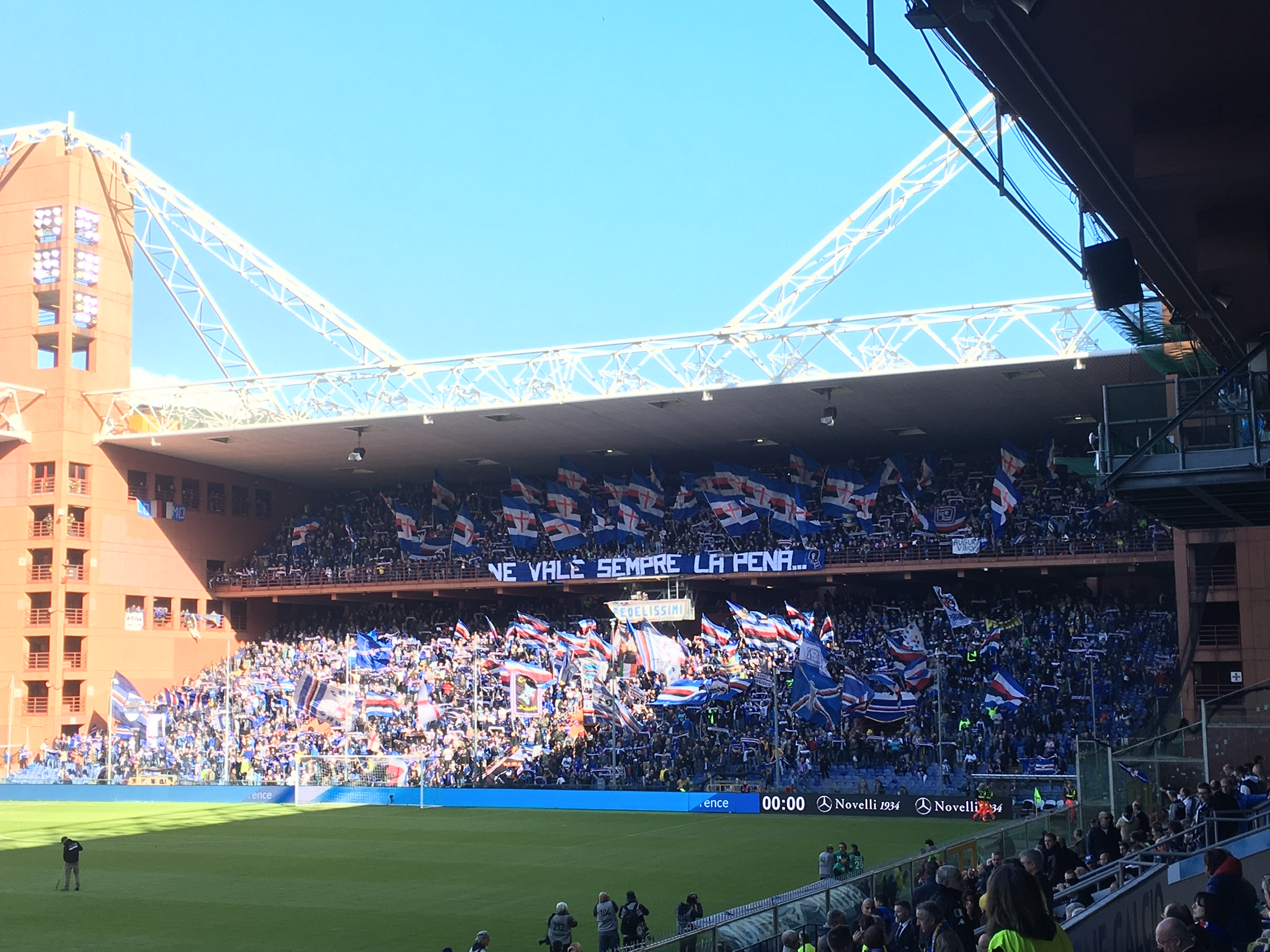
Tifosi von Sampdoria in der Curva Sud des Stadio Luigi Ferraris (2019)

Das Vereinslogo zeigt die Silhouette eines Pfeife rauchenden Seemanns namens Baciccia (Baptist).
Eine absolute Eigenheit und ein Charakteristikum im italienischen Profifußball stellen die Vereinsfarben der Sampdoria dar. Blucerchiato würde man im Deutschen etwa mit blauumrahmt oder blauumringt übersetzen. Der Großteil des Samp-Heimtrikots und -Klubemblems besteht aus einem kräftigen Blauton, der einen kleinen Ring aus den Farben weiß, rot-schwarz und nochmals weiß umschließt. Die Sampdoria-Spieler und -Fans bezeichnet man somit auch als Blucerchiati, als Blauumrahmte.

1953 bis 1961
1971 bis 1977
Seit 1997

## Daten und Fakten

### Vereinserfolge
| National                    | Titel | Saison                             |
| --------------------------- | ----- | ---------------------------------- |
| Italienische Meisterschaft  | 1     | 1990/91                            |
| Italienischer Pokal         | 4     | 1984/85, 1987/88, 1988/89, 1993/94 |
| Italienischer Supercup      | 1     | 1991                               |
| International               | Titel | Saison                             |
| Europapokal der Pokalsieger | 1     | 1989/90                            |

#### Erfolge der Jugendmannschaften
- Torneo di Viareggio (4): 1950, 1958, 1963, 1977
- Campionato Primavera (1): 2008
- Coppa Italia Primavera (1): 2008

### Individuelle Erfolge
Italiens Fußballer des Jahres (5)
- Roberto Mancini (1988), Roberto Mancini (1991), Enrico Chiesa (1996), Roberto Mancini (1997)

Torschützenkönig
Serie A (3)
- Sergio Brighenti: 27 (1961), Gianluca Vialli: 17 (1991), Fabio Quagliarella: 26 (2019)

Europapokal der Pokalsieger (1)
- Gianluca Vialli: 7 (1990)

### Personal

#### Ehemalige Spieler
- Ricardo Álvarez
- Luca Antonini
- Francesco Antonioli
- Giuseppe Baldini
- David Balleri
- Paolo Barison
- Adriano Bassetto
- Fabio Bazzani
- Gianfranco Bedin
- Gaudenzio Bernasconi
- Andrea Bertolacci
- Jonathan Biabiany
- Alain Boghossian
- Emiliano Bonazzoli
- Federico Bonazzoli
- Ivano Bordon
- Marco Borriello
- Liam Brady
- Marco Branca
- Hans-Peter Briegel
- Sergio Brighenti
- Ante Budimir
- Fabrizio Cacciatore
- Hugo Campagnaro
- Antonio Candreva
- Gianluca Caprari
- Francesco Caputo
- Amedeo Carboni
- Mattia Cassani
- Antonio Cassano
- Toninho Cerezo
- Luciano Chiarugi
- Enrico Chiesa
- Lazaros Christodoulopoulos
- Luca Cigarini
- Paolo Conti
- Joaquín Correa
- Mikkel Damsgaard
- Grégoire Defrel
- Fabio Depaoli
- Daniele Dessena
- Lorenzo De Silvestri
- Aimo Diana
- Dodô
- Giuseppe Dossena
- Radu Drăgușin
- Alfred Duncan
- Filip Đuričić
- Éder
- Albin Ekdal
- Samuel Eto’o
- Alberico Evani
- Osvaldo Fattori
- Bruno Fernandes
- Fernando
- Gian Marco Ferrari
- Eddie Firmani
- Francesco Flachi
- Michele Fornasier
- Trevor Francis
- Mario Frustalupi
- Luca Fusi
- Manolo Gabbiadini
- Andrea Gasbarroni
- Ruud Gullit
- Mauro Icardi
- Simone Inzaghi
- Mark Iuliano
- Jakub Jankto
- Vladimir Jugović
- Dorival Guidoni Júnior
- Christian Karembeu
- Srečko Katanec
- Jürgen Klinsmann
- Dawid Kownacki
- Engelbert König
- Pierre Laigle
- Marcello Lippi
- Giovanni Lodetti
- Attilio Lombardo
- Maxi López
- Massimo Maccarone
- Christian Maggio
- Roberto Mancini
- Moreno Mannini
- Giacomo Mari
- Siniša Mihajlović
- Antonio Mirante
- Bruno Mora
- Francesco Morini
- Víctor Muñoz
- Luis Muriel
- Vincenzo Montella
- Giuseppe Moro
- Ezequiel Muñoz
- Jeison Murillo
- Shkodran Mustafi
- Bruno Nicolè
- Pedro Obiang
- Ernst Ocwirk
- Rubén Olivera
- Stefano Okaka
- Ariel Ortega
- Daniele Padelli
- Gianluca Pagliuca
- Angelo Palombo
- Daniel Pavlović
- Giampaolo Pazzini
- Graziano Pellè
- Luca Pellegrini
- Andrea Petagna
- Federico Piovaccari
- David Platt
- Andrea Poli
- Simon Poulsen
- Dennis Praet
- Nik Prelec
- Gastón Ramírez
- Andrea Ranocchia
- Vasco Regini
- Alessio Romagnoli
- Sergio Romero
- Marco Rossi
- Fausto Rossini
- Giuseppe Sabadini
- Stefano Sacchetti
- Nenad Sakic
- Patrizio Sala
- Giancarlo Salvi
- Riccardo Saponara
- Marco Sau
- Patrik Schick
- Clarence Seedorf
- Michele Serena
- Adrien Silva
- Matías Silvestre
- Milan Škriniar
- Lennart Skoglund
- Luis Suárez
- Roberto Soriano
- Graeme Souness
- Marius Stankevičius
- Marco Storari
- Ivan Strinić
- Morten Thorsby
- Lorenzo Tonelli
- Lucas Torreira
- Juan Sebastián Verón
- Valerio Verre
- Gianluca Vialli
- Pietro Vierchowod
- Guido Vincenzi
- Emiliano Viviano
- Sergio Volpi
- Des Walker
- Maya Yoshida
- Duván Zapata
- Simone Zaza
- Walter Zenga
- Cristian Zenoni
- Reto Ziegler

#### Spielerrekorde

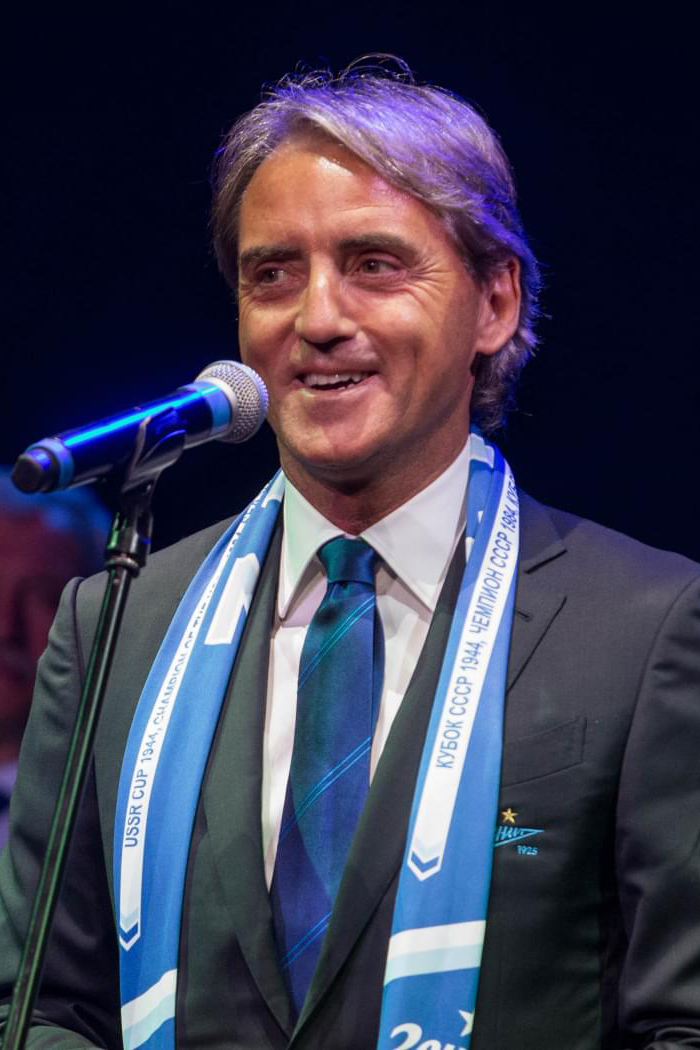
Roberto Mancini

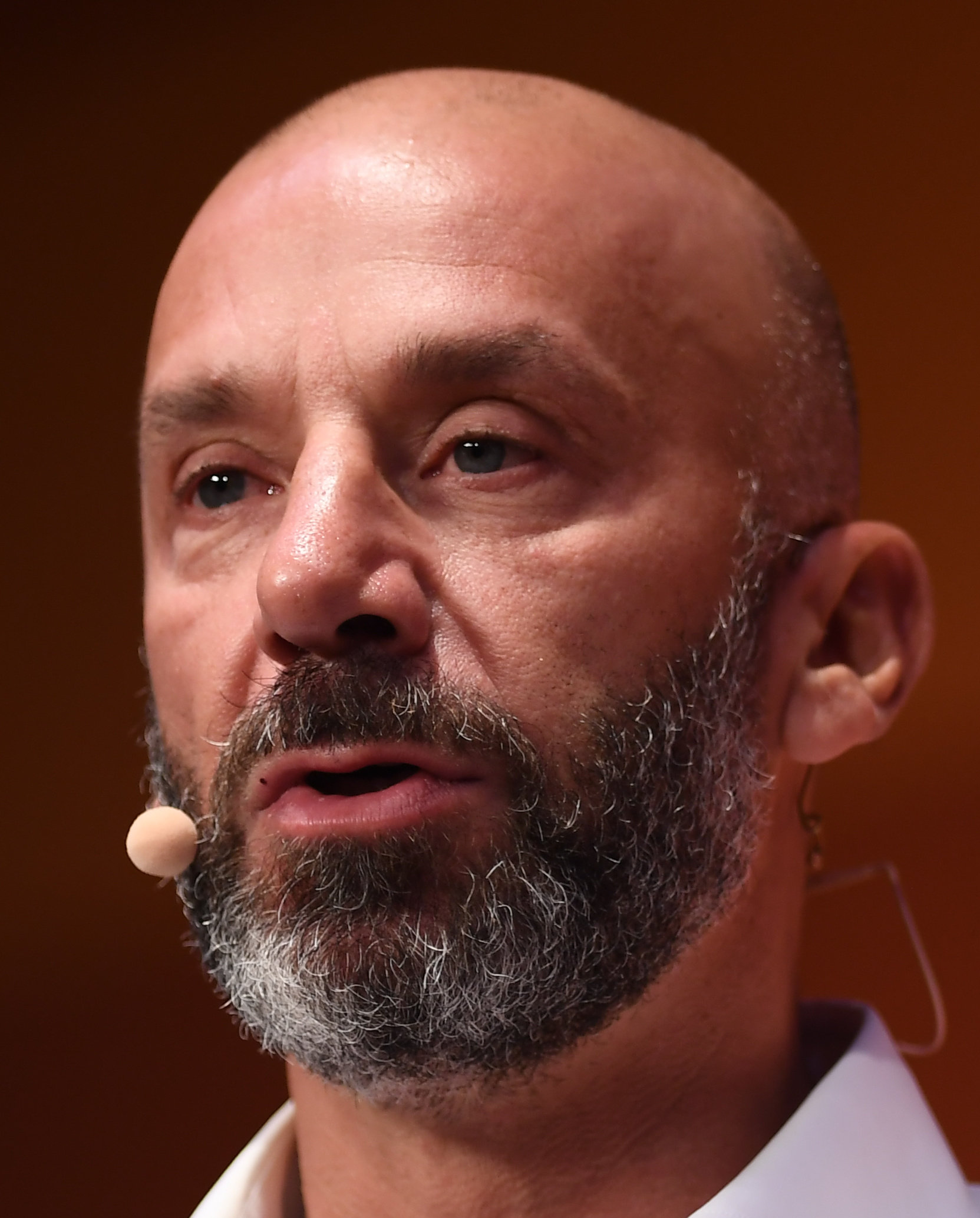
Gianluca Vialli

Stand: Saisonende 2020/21; Fettgedruckte Spieler sind noch aktiv. Angegeben sind alle Pflichtspiele und -tore.
| Einsätze | Einsätze             | Einsätze            | Einsätze |
| -------- | -------------------- | ------------------- | -------- |
| 1        | Roberto Mancini      | 1982–1997           | 566      |
| 2        | Pietro Vierchowod    | 1983–1995           | 493      |
| 3        | Angelo Palombo       | 2002–2017           | 459      |
| 4        | Moreno Mannini       | 1984–1999           | 417      |
| 5        | Gaudenzio Bernasconi | 1954–1965           | 362      |
| 6        | Luca Pellegrini      | 1980–1991           | 362      |
| 7        | Guido Vincenzi       | 1958–1969           | 360      |
| 8        | Giancarlo Salvi      | 1963–1964 1965–1976 | 327      |
| 9        | Gianluca Vialli      | 1984–1992           | 321      |
| 10       | Attilio Lombardo     | 1989–1995           | 306      |

| Tore | Tore               | Tore                | Tore |
| ---- | ------------------ | ------------------- | ---- |
| 1    | Roberto Mancini    | 1982–1997           | 173  |
| 2    | Gianluca Vialli    | 1984–1992           | 141  |
| 3    | Francesco Flachi   | 1999–2007           | 111  |
| 4    | Fabio Quagliarella | 2006–2007 2016–0000 | 100  |
| 5    | Adriano Bassetto   | 1946–1953           | 93   |
| 6    | Giuseppe Baldini   | 1946–1950           | 73   |
| 7    | Vincenzo Montella  | 1996–1999           | 66   |
| 8    | Giancarlo Salvi    | 1963–1964 1965–1976 | 55   |
| 9    | Attilio Lombardo   | 1989–1995           | 54   |
| 10   | Eddie Firmani      | 1955–1958           | 53   |

#### Trainerhistorie
| Cheftrainer | Cheftrainer                                             |
| Amtszeit    | Name                                                    |
| ----------- | ------------------------------------------------------- |
| 1946–1947   | Giuseppe Galluzzi                                       |
| 1947–1950   | Andrea Stigliano                                        |
| 1950–1951   | Giuseppe Galluzzi Gipo Poggi und Alfredo Foni           |
| 1951–1952   | Alfredo Foni                                            |
| 1952–1953   | Gipo Poggi Ivo Fiorentini                               |
| 1953–1954   | Paolo Tabanelli                                         |
| 1954–1955   | Paolo Tabanelli Lajos Czeizler                          |
| 1955–1956   | Lajos Czeizler                                          |
| 1956–1957   | Lajos Czeizler Pietro Rava Ugo Amoretti Bill Dodgin sr. |
| 1957–1958   | Bill Dodgin sr. Adolfo Baloncieri                       |
| 1958–1961   | Eraldo Monzeglio                                        |
| 1961–1962   | Eraldo Monzeglio Roberto Lerici                         |
| 1962–1963   | Roberto Lerici Ernst Ocwirk                             |
| 1963–1964   | Ernst Ocwirk                                            |
| 1964–1965   | Ernst Ocwirk Giuseppe Baldini                           |

| Cheftrainer | Cheftrainer                                                        |
| Amtszeit    | Name                                                               |
| ----------- | ------------------------------------------------------------------ |
| 1965–1966   | Giuseppe Baldini Fulvio Bernardini                                 |
| 1966–1968   | Fulvio Bernardini                                                  |
| 1971–1973   | Heriberto Herrera                                                  |
| 1973–1974   | Guido Vincenzi                                                     |
| 1974–1975   | Giulio Corsini                                                     |
| 1975–1977   | Eugenio Bersellini                                                 |
| 1977–1978   | Giorgio Canali                                                     |
| 1979–1980   | Lamberto Giorgis Lauro Toneatto                                    |
| 1980–1981   | Enzo Riccomini                                                     |
| 1981–1982   | Enzo Riccomini Renzo Ulivieri                                      |
| 1982–1984   | Renzo Ulivieri                                                     |
| 1984–1986   | Eugenio Bersellini                                                 |
| 1986–1992   | Vujadin Boškov                                                     |
| 1992–1997   | Sven-Göran Eriksson                                                |
| 1997–1998   | César Luis Menotti Vujadin Boškov                                  |
| 1998–1999   | Luciano Spalletti David Platt und Giorgio Veneri Luciano Spalletti |
| 1999–2000   | Gian Piero Ventura                                                 |
| 2000–2001   | Luigi Cagni                                                        |

| Cheftrainer | Cheftrainer                       |
| Amtszeit    | Name                              |
| ----------- | --------------------------------- |
| 2001–2002   | Luigi Cagni Gianfranco Bellotto   |
| 2002–2007   | Walter Novellino                  |
| 2007–2009   | Walter Mazzarri                   |
| 2009–2010   | Luigi Delneri                     |
| 2010–2011   | Domenico Di Carlo Alberto Cavasin |
| 2011–2012   | Gianluca Atzori Giuseppe Iachini  |
| 201200000   | Ciro Ferrara                      |
| 2012–2013   | Delio Rossi                       |
| 2013–2015   | Siniša Mihajlović                 |
| 201500000   | Walter Zenga                      |
| 2015–2016   | Vincenzo Montella                 |
| 2016–2019   | Marco Giampaolo                   |
| 201900000   | Eusebio Di Francesco              |
| 2019–2021   | Claudio Ranieri                   |
| 2021–2022   | Roberto D’Aversa                  |
| 202200000   | Marco Giampaolo                   |
| 2022–2023   | Dejan Stanković                   |
| 2023–2024   | Andrea Pirlo                      |
| 2024        | Andrea Sottil                     |

## Mannschaft der Frauen
Die Frauenfußballabteilung besteht seit dem Jahr 2020 und spielte durch die Übernahme der Lizenz von Florentia San Gimignano SSD in der Spielzeit 2021/22 erstmals in der Serie A.